# Кардий
Кардий (лат. Cardium) — род морских двустворчатых моллюсков из семейства сердцевидок. Название дано за сердцевидную форму выпуклой с поперечными ребрами толстой раковины. Нога коленообразно согнута и служит для движений скачками.

## Виды
В роде Cardium 2 вида:
- Cardium costatum Linnaeus, 1758
- Cardium maxicostatum Ter Poorten, 2007